# Sven Hermelin (1901–1984)
Sven Samuel Gustaf David Hermelin, född den 13 mars 1901 i Stockholm, död den 20 mars 1984 i Stocksund, var en svensk friherre och sjömilitär. Han var son till Sven Hermelin och måg till Nils Åkerblom.
Hermelin blev fänrik vid flottan 1925 och löjtnant 1928. Han genomgick Sjökrigshögskolan 1931–1932 och befordrades till kapten 1938, till kommendörkapten av andra graden 1943, av första graden 1948 och till kommendör 1953. Hermelin var chef för Stockholms örlogsstations skolor 1942–1945, för Flottans sjömansskola 1947–1953, för Sjökrigsskolan 1953–1957 och för Berga örlogsskolor 1957–1961. Han blev adjutant hos kung Gustaf V 1947. Hermelin invaldes som ledamot av Örlogsmannasällskapet 1950. Han blev riddare av Svärdsorden 1946 och kommendör av samma orden 1959. Hermelin var ordförande för Kungliga motorbåtsklubben 1960–1970 och därefter hedersledamot. Han vilar på Djursholms begravningsplats.